# Leichtathletik-Länderkämpfe mit bundesdeutscher Beteiligung 1978
| Leichtathletik-Länderkämpfe mit bundesdeutscher Beteiligung 1978    | Leichtathletik-Länderkämpfe mit bundesdeutscher Beteiligung 1978 | Leichtathletik-Länderkämpfe mit bundesdeutscher Beteiligung 1978 | Leichtathletik-Länderkämpfe mit bundesdeutscher Beteiligung 1978 |
| ------------------------------------------------------------------- | ---------------------------------------------------------------- | ---------------------------------------------------------------- | ---------------------------------------------------------------- |
|                                                                     |                                                                  |                                                                  |                                                                  |
| 1. Länderkampf 1978, Geher (Männer): FRG – FRA                      |                                                                  |                                                                  |                                                                  |
| Bielefeld 14./15. Mai 1978                                          | Bielefeld 14./15. Mai 1978                                       | 1. FRG 2. FRA                                                    | 31 P 12 P                                                        |
| 2. Länderkampf 1978, Geher (Frauen): FRG – FRA                      |                                                                  |                                                                  |                                                                  |
| Bielefeld 15. Mai 1978                                              | Bielefeld 15. Mai 1978                                           | 1. FRG 2. FRA                                                    | 12 P 10 P                                                        |
| 3. Länderkampf 1978, Marathon (Männer): FRA – FRG – ITA – ESP – CSK |                                                                  |                                                                  |                                                                  |
| Châteaudun 11. Juni 1978                                            | Châteaudun 11. Juni 1978                                         | 001. ITA 002. FRA 003. CSK 004. ESP o.W. FRG                     | Pzf. 054 0Pzf. 080 0Pzf. 085 0Pzf. 148 ohne Pzf.                 |
| 4. Länderkampf 1978, Zehnkampf (Männer): URS – FRG                  |                                                                  |                                                                  |                                                                  |
| Donezk 17./18. Juni 1978                                            | Donezk 17./18. Juni 1978                                         | 1. URS 2. FRG                                                    | 38.401 P 37.113 P                                                |
| 5. Länderkampf 1978, Fünfkampf (Frauen): URS – FRG                  |                                                                  |                                                                  |                                                                  |
| Donezk 17./18. Juni 1978                                            | Donezk 17./18. Juni 1978                                         | 1. URS 2. FRG                                                    | 17.090 P 17.050 P                                                |
| 6. Länderkampf 1978, Frauen: FRG – ROU                              |                                                                  |                                                                  |                                                                  |
| Augsburg 24. Juni 1978                                              | Augsburg 24. Juni 1978                                           | 1. FRG 2. ROU                                                    | 87 P 70 P                                                        |
| 7. Länderkampf 1978, Geher (Männer): HUN – FRG – SWE – ESP          |                                                                  |                                                                  |                                                                  |
| Ajka 24./25. Juni 1978                                              | Ajka 24./25. Juni 1978                                           | 1. FRG 2. ESP 3. HUN 4. SWE                                      | 51 P 44 P 39 P 18 P                                              |
| 8. Länderkampf 1978, Männer: FRA – FRG                              |                                                                  |                                                                  |                                                                  |
| Straßburg 24./25. Juni 1978                                         | Straßburg 24./25. Juni 1978                                      | 1. FRG 2. FRA                                                    | 220 P 188 P                                                      |
| 9. Länderkampf 1978, Männer: FRG – URS                              |                                                                  |                                                                  |                                                                  |
| Dortmund 30. Juni / 1. Juli 1978                                    | Dortmund 30. Juni / 1. Juli 1978                                 | 1. URS 2. FRG                                                    | 116 P 107 P                                                      |
| 10. Länderkampf 1978, Frauen: FRG – URS                             |                                                                  |                                                                  |                                                                  |
| Dortmund 30. Juni / 1. Juli 1978                                    | Dortmund 30. Juni / 1. Juli 1978                                 | 1. URS 2. FRG                                                    | 81 P 65 P                                                        |
| 11. Länderkampf 1978, Frauen: DNK – FRG – FRA – SWE – SUI           |                                                                  |                                                                  |                                                                  |
| Odense 15. Juli 1978                                                | Odense 15. Juli 1978                                             | 1. SWE 2. FRG 3. FRA 4. DNK 5. SUI                               | 43 P 30 P 20 P 19 P 9 P                                          |
| 12. Länderkampf 1978, Nachwuchs (Männer): FRG – FRA                 |                                                                  |                                                                  |                                                                  |
| Heidenheim 6. August 1978                                           | Heidenheim 6. August 1978                                        | 1. FRG 2. FRA                                                    | 250 P 187 P                                                      |
| 13. Länderkampf 1978, Straßenlauf (Männer): FRG – NLD – SUI         |                                                                  |                                                                  |                                                                  |
| Griesheim 9. August 1978                                            | Griesheim 9. August 1978                                         | 1. FRG 2. SUI 3. NLD                                             | 8:07:53,7 h 8:16:25,5 h 8:21:50,0 h                              |
| 14. Länderkampf 1978, Männer: SUI – FRG – YUG                       |                                                                  |                                                                  |                                                                  |
| Olten 9./10. September 1978                                         | Olten 9./10. September 1978                                      | 1. FRG 2. SUI 3. YUG                                             | 145 P 141 P 134 P                                                |
| 15. Länderkampf 1978, Männer: FRG – FIN                             |                                                                  |                                                                  |                                                                  |
| Lüdenscheid 13./14. September 1978                                  | Lüdenscheid 13./14. September 1978                               | 1. FRG 2. FIN                                                    | 118 P 94 P                                                       |
| 16. Länderkampf 1978, Frauen: FRG – FIN                             |                                                                  |                                                                  |                                                                  |
| Lüdenscheid 13./14. September 1978                                  | Lüdenscheid 13./14. September 1978                               | 1. FRG 2. FIN                                                    | 98 P 58 P                                                        |
| 17. Länderkampf 1978, Geher (Männer): GBR – FRG                     |                                                                  |                                                                  |                                                                  |
| Sheffield 17. September 1978                                        | Sheffield 17. September 1978                                     | 1. FRG 1. GBR                                                    | 22 P                                                             |
| Chronik                                                             |                                                                  |                                                                  |                                                                  |
| ← Länderkämpfe 1977                                                 | ← Länderkämpfe 1977                                              | Länderkämpfe 1979 →                                              | Länderkämpfe 1979 →                                              |

Im Jahr 1978 wurden siebzehn Leichtathletikländerkämpfe mit bundesdeutscher Beteiligung in siebzehn Veranstaltungen ausgetragen. Das war einer mehr als im Vorjahr. Die größte Anzahl von 27 Begegnungen hatte es 1974 gegeben. In der laufenden Saison 1978 wurden wie schon im Vorjahr keine Veranstaltungen durchgeführt, in denen drei Nationen antraten, die nicht gemeinsam wie in einem Dreiländerkampf, sondern getrennt in Länderkämpfen mit je zwei Nationen gewertet wurden. So war die Zahl der Länderkämpfe in diesem Jahr wie immer bis einschließlich 1972 identisch mit der Zahl der Veranstaltungen.
Nicht berücksichtigt sind der sogenannte „Lugano-Cup“, ein Weltcup der Geher unter dem Dach des Weltleichtathletikverbands (früher: IAAF), sowie der ab 1965 unter Regie des Europäischen Leichtathletikverbands durchgeführte Leichtathletik-Europacup. Hier handelt es sich um Veranstaltungen, die als eigene Wettbewerbe ähnlich wie auch der Leichtathletik-Continentalcup (ab 1978) und der Geher-Europacup (ab 1996) außerhalb der üblichen Länderkämpfe durchgeführt wurden.
Aufgeführt sind hier die Länderkämpfe bundesdeutscher Leichtathleten. Die Sportler der DDR führten nach der deutschen Teilung im Jahr 1949 eigene Veranstaltungen durch.
Sieben der Vergleiche in dieser Saison bestanden aus dem allgemeinen leichtathletischen Programm. In den anderen zehn Begegnungen standen die Wettbewerbsbereiche Mehrkampf, Gehen, Straßenlauf und Marathonlauf auf dem Programm. Die Frauen bestritten sechs, die Männer elf Vergleiche.
Von den Frauenbegegnungen fanden zwei im Gehen und eine im Fünfkampf statt, die anderen drei als Veranstaltungen allgemeiner leichtathletischer Disziplinen.
Drei der Männerbegegnungen wurden von den Gehern bestritten sowie je einer von den Zehnkämpfern, Straßen- und Marathonläufern. Die restlichen fünf Aufeinandertreffen der Männer waren Wettkämpfe mit den allgemeinen leichtathletischen Disziplinen, davon einer speziell für Nachwuchsathleten der Jahrgänge 1955 und jünger.

## Saisonhöhepunkt
Internationaler Höhepunkt für die europäische Leichtathletik waren in dieser Saison die Europameisterschaften, die vom 29. August bis 3. September in Prag ausgetragen wurden. Das Abschneiden der bundesdeutschen Leichtathleten war besser als bei den Europameisterschaften vier Jahre zuvor in Rom, als das Team sich auf Rang sieben im Medaillenspiegel mit nur einer Goldmedaille hatte zufriedengeben müssen. In Prag errang die Mannschaft vier EM-Titel und drei weitere Medaillen. Damit belegte die Bundesrepublik hinter der Sowjetunion (dreizehn Mal Gold, insgesamt 35 Medaillen) und der DDR (zwölf Mal Gold, insgesamt 33 Medaillen) Platz drei in der Medaillenwertung knapp vor Italien (vier Mal Gold, insgesamt fünf Medaillen).

## Bilanz
In der Saison 1978 gab es für die bundesdeutschen Männer in ihren elf Länderkämpfen drei Niederlagen:
- Marathonlauf-Länderkampf gegen Frankreich, Italien, Spanien und die Tschechoslowakei am 11. Juni in Châteaudun (ohne Wertung hinter den vier Gegnermannschaften, weil nicht genügend bundesdeutsche Vertreter ins Ziel kamen)
- Zehnkampf-Länderkampf gegen die Sowjetunion am 17./18. Juni in Donezk
- Leichtathletik-Länderkampf gegen die Sowjetunion am 30. Juni / 1. Juli in Dortmund

Ein Vergleich der bundesdeutschen Männer endete unentschieden:
- Geher-Länderkampf gegen Großbritannien am 17. September in Sheffield

Die weiteren sieben Männerbegegnungen entschieden die bundesdeutschen Athleten für sich. Die sieben Siege resultierten aus vier Länderkämpfen mit dem allgemeinen leichtathletischen Programm, zwei Begegnungen der Geher sowie einem Straßenlauf-Vergleich.
Damit wiesen die Männer in ihrer Länderkampfgeschichte seit 1921 nach zwei Jahren mit mehr verlorenen als gewonnenen Ländervergleichen wieder eine positive Jahresbilanz auf. Am Ende der Saison hatte die bundesdeutsche Mannschaft in ihren nun insgesamt 347 Vergleichen 259 Siege und vier Unentschieden erzielt sowie 84 Niederlagen erlitten.
Die Frauen mussten in ihren sechs Länderkämpfen ebenfalls drei Niederlagen hinnehmen.
- Fünfkampf-Länderkampf gegen die Sowjetunion am 17./18. Juni in Donezk
- Leichtathletik-Länderkampf gegen die Sowjetunion am 30. Juni / 1. Juli in Dortmund
- Geher-Länderkampf gegen Dänemark, Frankreich, Schweden und die Schweiz am 15. Juli im dänischen Odense (Platz zwei hinter Schweden)

Die weiteren drei Frauenbegegnungen entschieden die bundesdeutschen Athletinnen für sich. Die drei Siege resultierten aus zwei Länderkämpfen mit dem allgemeinen leichtathletischen Programm und einer Begegnung der Geherinnen.
Damit hatten die deutschen Frauen seit 1928 in nun 133 Aufeinandertreffen jetzt insgesamt 92 Siege errungen, ein Unentschieden erzielt und vierzig Niederlagen hinnehmen müssen.
In der Gesamtsumme aller ihrer Länderkämpfe hatten die deutschen Leichtathleten von 480 Vergleichen 351 gewonnen, 124 verloren und fünf Unentschieden erzielt. Neunzehn der Niederlagen stammten dabei aus sechzehn zweiten Plätzen, einem dritten und einem vierten Rang sowie einer Platzierung ohne Wertung hinter vier Gegnerteams in Begegnungen mit mehr als zwei Nationen.

## Verschiedene Formen von Länderkämpfen
Es gab weiterhin sechs verschiedene Arten von Länderkämpfen:
1. Vergleiche mit einer Mischung von Disziplinen aus dem allgemeinen leichtathletischen Programm
Jede Nation war in der Regel mit zwei Athleten je Disziplin vertreten. Bei den Männern waren hier zwanzig Wettbewerbe zum Standard geworden. Aus dem olympischen Wettbewerbskatalog fehlten dabei in der Regel nur der Marathonlauf, die beiden Gehwettbewerbe und der Zehnkampf. Der Länderkampfdisziplinkatalog bei den Frauen hatte bis 1968 standardmäßig aus elf Disziplinen bestanden und war mit den damals bei Olympischen Spielen angebotenen Frauenwettbewerben identisch. Von 1969 an gab es hier Veränderungen: (1) Mit dem 1500-Meter-Lauf sowie der 4-mal-400-Meter-Staffel wurden zwei neue Wettbewerbe, die bei den Europameisterschaften 1969 in das Programm aufgenommen worden waren, mit in den Katalog der Frauenländerkämpfe integriert. Damit erhöhte sich die Zahl der Disziplinen auf dreizehn. (2) Der 80-Meter-Hürdenlauf war ab 1969 überall durch den 100-Meter-Hürdenlauf ersetzt worden. Das war auch bei den Länderkämpfen der Fall. Neu hinzu kam nun manchmal auch ein Rennen über 3000 Meter, eine Strecke, die erst 1984 olympisch wurde und dann in Angleichung an das Männerprogramm 1996 durch den 5000-Meter-Lauf abgelöst wurde. In seltenen Fällen gab es in Länderkämpfen sowohl bei den Frauen als auch bei den Männern Abweichungen vom Standard in Form von Hinzunahme oder Weglassen einzelner Disziplinen.
2. Vergleiche im Mehrkampf – bei den Frauen im Fünfkampf, bei den Männern im Zehnkampf
Die Zahl der Vertreter je Land war dabei nicht standardisiert. In der Regel wurden von den gestarteten Teilnehmern nicht alle gewertet. Bei vier Vertretern je Disziplin beispielsweise wurden meist die drei Besten gewertet.
3. Vergleiche der Geher
Diese Begegnungen wurden bei den Männern in Form von Straßengehen ausgetragen. Es kamen zwei Disziplinen zur Austragung, ein Wettkampf über 20 Kilometer und ein Wettkampf über eine längere Distanz, die manchmal über 35 und manchmal über 50 Kilometer führte.
Im letzten Jahr kam das Gehen auch für die Frauen ins Programm. Ausgetragen wurde dabei ein Wettbewerb über 5000 Meter, 1976 auf der Straße, 1978 auf der Bahn. Das Gehen für Frauen stand erst ganz am Anfang seiner Entwicklung, diese Sportart musste sich im Frauenbereich noch durchsetzen. Bei Olympischen Spielen gab es 1992 in Barcelona zum ersten Mal einen Geher-Frauenwettbewerb, bei Europameisterschaften war das 1986 in Stuttgart zum ersten Mal der Fall.
Bezüglich der Teilnehmerzahl je Land und Wettbewerb wurde verfahren wie in den Mehrkämpfen.
4. Vergleiche im Straßenlauf
Ausgetragen wurde ein Rennen über dreißig Kilometer. Auch hier wurde bezüglich der Teilnehmerzahl je Land verfahren wie in den Mehrkämpfen.
5. Vergleiche im Marathonlauf.
Bezüglich der Teilnehmerzahl je Land wurde hier ebenfalls verfahren wie in den Mehrkämpfen.
6. Vergleiche mit den alleinigen Disziplinen SprungWurf/Stoß.
Diese Art von Länderkämpfen war seit 1975 nicht mehr zur Austragung gekommen.

## Austragungsform und Wertungsmodus
In der Vergangenheit wurden Länderkämpfe mit dem allgemeinen leichtathletischen Programm in der Regel mit zwei Vertretern pro Land und Disziplin durchgeführt. In einigen Vergleichen wurden wie schon in den Jahren zuvor drei Teilnehmer je Land und Wettbewerb eingesetzt. Die Regeln zur Punktevergabe wurden dabei durchgängig so angewendet, dass der Letztplatzierte einen Punkt erhielt, die weiteren Athleten in den Platzierungen jeweils aufwärts bis hin zu Rang zwei einen Punkt mehr. Der Erstplatzierte bekam zwei Punkte mehr gutgeschrieben als der Athlet auf Platz zwei. Für Länderkämpfe mit zwei Vertretern je Land und Disziplin bedeutete das: Platz 1: 5 P, Pl. 2: 3 P, Pl. 3: 2 P, Pl. 4: 1 P. Bei drei Vertretern je Land und Disziplin ergab sich folgende Punktevergabe: Platz 1: 7 P, Pl. 2: 5 P, Pl. 3: 4 P, Pl. 4: 3 P, Pl. 5: 2 P, Pl. 6: 1 P. Für die Staffeln gab es durchgängig fünf zu zwei Punkte.
Die Regeln zur Punktevergabe wurden ohne Ausnahme nach diesem standardisierten Wertungssystem angewendet. In weiteren Begegnungen mussten aufgrund anderer Rahmenbedingungen – mehr als zwei Teilnehmer je Nation in der Wertung oder mehr als ein Gegnerland – andere Regeln zur Punktevergabe zur Anwendung kommen. In den Mehrkämpfen wurden die Begegnungen entweder wie in anderen Begegnungen über die Platzierungen oder die Addition der im Wettkampf erzielten Punkte gewertet. Ähnlich wurde in den Straßenlauf-Länderkämpfen verfahren. Dort wurde entweder über die Platzierungen oder über die Addition der erzielten Zeiten gewertet.

## Geher-Länderkampf der Männer gegen Frankreich
Im ersten Vergleich des Jahres traten die bundesdeutschen Geher am 14./15. Mai in Bielefeld gegen Frankreich an. Die Begegnung fand als Zweiländerkampf zum zweiten Mal statt. Das vorangegangene Aufeinandertreffen im Vorjahr hatte die Bundesrepublik für sich entschieden. Zuvor hatte es acht Länderkämpfe mit den französischen Gehern gegeben, an denen mit der Schweiz und zwei Mal auch zusätzlich mit Belgien weitere Nationen beteiligt waren. In allen vergangenen Wettkämpfen hatten die bundesdeutschen Vertreter vorne gelegen. Auch hier Bielefeld behielt das bundesdeutsche Team wieder die Oberhand und gewann mit 31 zu zwölf Punkten sehr deutlich. Am zweiten Tag der Veranstaltung trugen auch die bundesdeutschen Geherinnen am selben Ort einen Länderkampf mit Frankreich aus.

## Geher-Länderkampf der Frauen gegen Frankreich
Den zweiten Vergleich dieser Saison bestritten die Geherinnen, die am 15. Mai, dem zweiten Tag des Länderkampfs ihrer männlichen Kollegen, in Bielefeld gegen Frankreich antraten. Die erste Begegnung mit Frankreich hatten die bundesdeutschen Geherinnen im Vorjahr verloren. In diesem Jahr konnte sich das deutsche Team mit zwölf zu zehn Punkten durchsetzen und erlangte damit den ersten Sieg einer bundesdeutschen Geherinnen-Vertretung überhaupt.

## Marathonlauf-Länderkampf der Männer gegen Frankreich, Italien, Spanien und die Tschechoslowakei
Im dritten Vergleich kam es am 11. Juni im französischen Ort Châteaudun zu einem weiteren Länderkampf im Marathonlauf der Männer mit fünf beteiligten Ländern. Teilnehmer waren wie im Vorjahr die Bundesrepublik Deutschland, Frankreich, Italien, Spanien und die Tschechoslowakei. Vier dieser Teams trafen sich zum fünften Mal, Spanien war im letzten Jahr dazugestoßen. Die erste Begegnung 1974 hatte die Bundesrepublik für sich entschieden, die zweite war 1975 an die Tschechoslowakei gegangen, in der dritten und vierten hatte sich 1976 und 1977 Italien durchgesetzt. Auch in Châteaudun lag Italien mit Platzziffer 54 wieder vorn. Frankreich kam mit Platzziffer 80 vor der drittplatzierten Tschechoslowakei (Platzziffer 85) auf den zweiten Platz. Spanien belegte mit Platzziffer 148 Rang vier. Die Bundesrepublik Deutschland blieb infolge der Aufgabe von drei Läufern ohne Wertung und wurde damit Letzter.

## Zehnkampf-Länderkampf der Männer gegen die Sowjetunion
Den vierten Länderkampf dieser Saison bestritten die Zehnkämpfer, die nun schon zum elften Mal auf die Sowjetunion trafen. Die Begegnung wurde am 17./18. Juni in Donezk ausgetragen. Die Zwischenbilanz lautete sieben zu drei für die UdSSR, den Vorjahresvergleich hatten die bundesdeutschen Vertreter für sich entschieden. In diesem Jahr gab es mit 38.401 zu 37.113 Punkten wieder einen Sieg für die Sowjetunion. Auch die Mehrkämpferinnen der beiden Länder trafen sich an denselben beiden Tagen in Donezk zu einem eigenen Vergleich.

## Fünfkampf-Länderkampf der Frauen gegen die Sowjetunion
Im fünften Vergleich des Jahres 1978 traten die bundesdeutschen Fünfkämpferinnen wie ihre männlichen Mehrkampfkollegen am 17./18. Juni in Donezk gegen die Sowjetunion an. Neun Begegnungen zwischen diesen Teams hatte es zuvor gegeben, sechs hatte die Sowjetunion gewonnen, drei die Bundesrepublik Deutschland. Auch die bundesdeutschen Mehrkämpferinnen mussten sich wie die Männer im Zehnkampf geschlagen geben. Mit 17.090 zu 17.050 Punkten fiel diese Niederlage allerdings hauchdünn aus, nur vierzig Punkte lag das bundesdeutsche Mehrkampfteam am Ende zurück.

## Leichtathletik-Länderkampf der Frauen gegen Rumänien
Der sechste Saisonvergleich war der erste Länderkampf des Jahres mit dem allgemeinen leichtathletischen Programm. Die Frauen traten dazu am 24. Juni in Augsburg zum siebten Mal gegen Rumänien an. Fünf Siege hatte es dabei für die Bundesrepublik gegeben, doch 1974, beim letzten Vergleich, hatte Rumänien das Aufeinandertreffen in einer Veranstaltung mit vier Ländern, die getrennt als drei Zweiervergleiche gewertet worden waren, für sich entschieden. Hier in Augsburg kam es mit 87 zu siebzig Punkten zum sechsten Erfolg des bundesdeutschen Teams über Rumänien.

## Geher-Länderkampf der Männer gegen Ungarn, Schweden und Spanien
Den siebten Länderkampf dieser Saison bestritten wieder die Geher, die am 24./25. Juni im ungarischen Ort Ajka einen Vierländerkampf mit Ungarn, Schweden und Spanien austrugen. Das Aufeinandertreffen dieser vier Nationen in einem Gehervergleich fand zum ersten Mal statt. Die bundesdeutschen Sportler beendeten die Begegnung mit 51 Punkten siegreich vor Spanien (44 Punkte) und Ungarn (39 Punkte). Die schwedischen Vertreter belegten mit achtzehn Punkten den vierten und letzten Platz.

## Leichtathletik-Länderkampf der Männer gegen Frankreich
Im achten Vergleich dieses Jahres traten die bundesdeutschen Männer in einer Veranstaltung mit dem allgemeinen leichtathletischen Programm am 24./25. Juni in Straßburg gegen Frankreich an. Es war die 25. Begegnung zwischen diesen beiden Ländern, alle vorangegangenen Aufeinandertreffen hatte Deutschland für sich entschieden. Auch in Straßburg wurde dieser Trend bestätigt, das bundesdeutsche Team gewann mit 220 zu 188 Punkten.

## Leichtathletik-Länderkampf der Männer gegen die Sowjetunion
Im neunten Saisonvergleich gab es das neunte Aufeinandertreffen mit der Sowjetunion als eine der stärksten Leichtathletiknationen Europas. Die Wettkämpfe fanden am 30. Juni und 1. Juli in Dortmund statt. Die Mehrkämpfer der beiden Länder hatten in diesem Jahr bereits einen Vergleich miteinander ausgetragen, den die Sowjetunion gewonnen hatte. Außer der ersten Begegnung 1958 in Augsburg hatte die UdSSR alle Vergleiche in den Länderkämpfen mit dem allgemeinen Leichtathletikprogramm für sich entschieden. Auch diesmal gab es mit 107 zu 115 Punkten wieder eine Niederlage für die Bundesrepublik Deutschland. Gleichzeitig trafen sich am selben Ort auch die Frauen der beiden Nationen zu einem Länderkampf.

## Leichtathletik-Länderkampf der Frauen gegen die Sowjetunion
Der zehnte Vergleich im Jahr 1978 fand parallel zum Länderkampf der Männer am 30. Juni und 1. Juli in Dortmund zwischen den Leichtathletinnen der Bundesrepublik Deutschland und der Sowjetunion statt. Die Bilanz der bundesdeutschen Frauen gegen diese Gegnerinnen lautete zwei zu sechs. Die Fünfkämpferinnen der beiden Länder hatten in diesem Jahr wie ihre männlichen Kollegen bereits eine Begegnung miteinander ausgetragen, den die UdSSR sehr knapp für sich entschieden hatte. Dies war auch im Aufeinandertreffen in Dortmund der Fall, mit 65 zu 81 Punkten mussten sich die bundesdeutschen Leichtathletinnen geschlagen geben.

## Geher-Länderkampf der Frauen gegen Dänemark, Frankreich, Schweden und die Schweiz
Im elften Saisonvergleich traten die bundesdeutschen Geherinnen am 15. Juli zu ihrem zweiten Länderkampf in diesem Jahr an. Dabei kam es zum ersten Aufeinandertreffen mit Dänemark, Frankreich, Schweden und der Schweiz. Gastgeber war die dänische Stadt Odense. Siegerinnen mit 43 Punkten wurden die Vertreterinnen aus Schweden Das bundesdeutsche Team belegte mit dreißig Punkten vor Frankreich (zwanzig Punkte) den zweiten Platz. Dänemark kam mit 19 Punkten auf Rang vier und die Schweiz wurde mit neun Punkten Fünfter.

## Nachwuchs-Leichtathletik-Länderkampf der Männer gegen Frankreich
Im zwölften Vergleich dieser Saison trafen sich die Leichtathleten aus der Bundesrepublik Deutschland und Frankreich zu ihrem zweiten Länderkampf mit dem allgemeinen leichtathletischen Programm in diesem Jahr. Diese zweite Veranstaltung galt der Förderung des Nachwuchses. Deshalb waren hier nur Athleten der Jahrgänge 1955 und jünger zugelassen. Die Begegnung wurde am 6. August in Heidenheim ausgetragen. Mit 250 zu 187 Punkten setzte sich das Juniorenteam der Bundesrepublik gegen seine französischen Gegner durch.

## Straßenlauf-Länderkampf der Männer gegen die Niederlande und die Schweiz
Der dreizehnte Länderkampf des Jahres war ein Vergleich der Straßenläufer. Am 9. August wurde in Griesheim der schon traditionelle Dreiervergleich zwischen der Bundesrepublik Deutschland, den Niederlanden und der Schweiz ausgetragen. Zum nun sechzehnten Mal fand dieses Aufeinandertreffen als einziger Straßenlauf-Länderkampf des Jahres 1978 statt. In den ersten elf vorangegangenen Begegnungen hatten immer die bundesdeutschen Läufer vorne gelegen, doch 1974, 1975, 1976 und 1977 hatte sich vier Mal in Folge das Team aus der Schweiz vor der bundesdeutschen Mannschaft durchgesetzt. In diesem Jahr wurde diese Serie gestoppt. In 8:07:53,7 Stunden lag in der Gesamtabrechnung wieder die Bundesrepublik Deutschland vorne. Mit zirka neuneinhalb Minuten Rückstand folgte die Schweiz auf Platz zwei. Weitere knapp fünfeinhalb Minuten dahinter belegten die Niederländer den dritten Rang.
Nach dieser Begegnung gab es eine einmonatige Länderkampfpause, in der vom 29. August bis 3. September die Leichtathletik-Europameisterschaften stattfanden.

## Leichtathletik-Länderkampf der Männer gegen die Schweiz und Jugoslawien
Im vierzehnten Saisonvergleich trafen die Männer der Bundesrepublik Deutschland auf die Schweiz und Jugoslawien. Am 9./10. September kamen die drei Nationen im Schweizer Ort Olten zusammen. In einem solchen Dreiländerkampf waren die drei Teams bisher noch nicht aufeinander getroffen, einzeln hatte es dagegen schon Begegnungen mit dem allgemeinen Leichtathletikprogramm miteinander gegeben. Mit den Gegnern aus der Schweiz hatten sich die bundesdeutschen Leichtathleten bereits 32 Mal gemessen, die Bilanz lautete hier 31 zu 1 für Deutschland. Zwischen Jugoslawien und Deutschland hatten in der Vergangenheit vier Begegnungen stattgefunden, die letzte lag allerdings schon 23 Jahre zurück. Alle diese vorangegangenen Aufeinandertreffen hatten die deutschen Sportler für sich entschieden. Zu dem Dreiländertreffen in Olten trat die bundesdeutsche Mannschaft in einer Zweitbesetzung an. Das Ergebnis war am Ende sehr eng. Die Bundesrepublik Deutschland gewann mit 145 Punkten vor der nur vier Punkte zurückliegenden Schweiz. Nur weitere sieben Punkte dahinter kam Jugoslawien auf den dritten Platz.

## Leichtathletik-Länderkampf der Männer gegen Finnland
Im fünfzehnten diesjährigen Länderkampf trafen die bundesdeutschen Männer auf Finnland. Die letzte Begegnung zwischen den beiden Ländern hatte 1975 als Veranstaltung mit Polen als drittem Teilnehmer stattgefunden, in der jedoch getrennte Wertungen zwischen jeweils zwei Nationen vorgenommen worden waren. In der Zwischenbilanz lag Deutschland gegen Finnland mit acht zu drei vorn. Das diesjährige Aufeinandertreffen wurde am 13./14. September in Lüdenscheid ausgetragen. Die bundesdeutschen Athleten gewannen mit 118 zu 94 Punkten. Gleichzeitig wurde am selben Ort auch ein Länderkampf der Frauen gegen Finnland ausgetragen.

## Leichtathletik-Länderkampf der Frauen gegen Finnland
Den sechzehnten Saisonvergleich trugen die bundesdeutschen Frauen parallel zum Länderkampf der Männer am 13./14. September in Lüdenscheid gegen Finnland aus – auch die Männer traten gegen diesen Gegner an. Es handelte sich hier um das erst zweite Aufeinandertreffen dieser beiden Frauenteams in Zweiländervergleichen. Das erste hatten die bundesdeutschen Leichtathletinnen 1975 für sich entschieden. Polen war damals ebenfalls beteiligt, jedoch wurden in dem Vergleich mit drei Ländern wie bei den Männern jeweils getrennte Wertungen für je zwei Teams durchgeführt. Begegnungen mit den finnischen Leichtathletinnen in Veranstaltungen mit mehr als zwei Ländern in gemeinsamen Wertungen hatte es darüber hinaus zwei Mal gegeben. 1968 war Finnland Teil eines skandinavischen Teams gewesen und 1974 hatte Finnland eine nordeuropäische Mannschaft verstärkt. In beiden Fällen hatten die bundesdeutschen Leichtathletinnen gesiegt. Auch hier in Lüdenscheid siegte die Bundesrepublik Deutschland mit einem Ergebnis von 98 zu 58 Punkten mit deutlichem Vorsprung.

## Geher-Länderkampf der Männer gegen Großbritannien
Im siebzehnten und gleichzeitig letzten Saisonvergleich kamen noch einmal die Geher zum Zug. Am 17. September traten sie gegen Großbritannien an. Ausrichter der Veranstaltung war die englische Stadt Sheffield. Mit den Briten hatte es zuvor sechs Zweiländervergleiche gegeben, von denen die Bundesrepublik fünf gewonnen hatte und Großbritannien einen. Darüber hinaus hatten 1968 und 1975 zwei Dreiländerkämpfe mit britischer und bundesdeutscher Beteiligung stattgefunden, in denen einmal Großbritannien vor der Bundesrepublik und einmal die Bundesrepublik vor Großbritannien gelegen hatte. Hier in Sheffield endete der Länderkampf mit einem Unentschieden, beide Teams kamen auf jeweils 22 Punkte.